# Karl Harrer
Pour les articles homonymes, voir Harrer.
Karl Harrer (8 octobre 1890 - Munich, 5 septembre 1926), journaliste sportif, puis homme politique allemand d'extrême droite. Il est l'un des fondateurs en 1919 du Parti ouvrier allemand (Deutsche Arbeiterpartei, DAP) qui allait ensuite devenir le parti nazi (NSDAP).

## Biographie
Karl Harrer a eu l'occasion de diffuser ses idées antisémites, avec Anton Drexler, par le biais du Politischer Arbeiterzirkel qu'ils fondent ensemble en octobre 1918. Sur l'ordre du rédacteur en chef du Münchener Beobachter et du fondateur de la Société de Thulé, Rudolf von Sebottendorf, Karl Harrer s'est engagé dans la construction du parti DAP (Deutsche Arbeiterpartei), dont le but était d'influencer des travailleurs venus d'un milieu social-démocrate et communiste, pour les détourner de ces courants et les amener vers des idées antisémites et nationalistes. Finalement, ils fondent le DAP (Deutsche Arbeiterpartei) à Munich, avec une vingtaine d'autres personnes, dont Dietrich Eckart et Gottfried Feder le 5 janvier 1919. Harrer n'est pas présent lors de la fondation du parti.
Cependant, Harrer est le premier président du parti (Reichsvorsitzender). Mais en décembre 1919, un nouvel adhérent, Adolf Hitler, s'oppose aux projets prudents de Harrer, et demande au contraire que le parti augmente sa visibilité : plus de réunions, de plus grande ampleur, etc. Mis en minorité, Karl Harrer démissionne le 5 janvier 1920. Anton Drexler lui succède à la tête du parti.
Dans Mein Kampf, Hitler fait succinctement, mais à plusieurs reprises allusion à Harrer, puis lors de ses premières interventions dans le parti.

« Un professeur de Munich fit le rapport et je devais comme deuxième orateur, prendre pour la première fois la parole en public.
Cela paraissait très audacieux au premier président du parti, alors M. Harrer ; c'était par ailleurs un homme très sincère et il était persuadé que, si j'avais d'autres aptitudes, je n'avais pas celle de la parole.
Même dans la suite il n'y eut pas moyen de le faire revenir sur cette opinion.
Mais il se trompait. [...]
Le premier président du parti à ce moment, M. Harrer, était journaliste, et, comme tel, pourvu d'une instruction étendue. Mais, pour un chef de parti, il avait une tare très grave : il ne savait pas parler aux foules. Il se donnait en toute conscience un mal énorme ; mais il lui manquait le grand élan, et cela précisément peut-être en raison de l'absence totale, dont il souffrait, de grands dons oratoires. [...]
Tous deux étaient taillés dans le même bois, incapables non seulement d'avoir au cœur la foi fanatique dans la victoire du mouvement, mais encore de briser, avec une volonté et une énergie inébranlables, les obstacles qui pouvaient s'opposer à la marche de l'idée nouvelle. »

— Adolf Hitler, Mein Kampf, p. 354-355
Harrer est mort le 5 septembre 1926 à Munich de causes naturelles.